# Klaus Davi
Klaus Davi, pseudonimo di Sergio Klaus Mariotti (Biel, 2 settembre 1965), è un giornalista, opinionista, sondaggista pubblicitario e saggista svizzero naturalizzato italiano.

## Biografia

### Primi anni
Nato nel 1965 a Biel, Svizzera, è laureato in filosofia presso l'Università Statale di Milano. Nel 1991 inizia a collaborare con il Corriere della Sera, nella pagina dedicata alla cultura. Nel 1994 crea l'agenzia di comunicazione Klaus Davi & Co. Ha al suo attivo numerose collaborazioni giornalistiche, in qualità di sondaggista e giornalista, con varie testate fra le quali Il Foglio, TG3, AD Architectural Digest e il mensile Area. Dal 2005 al 2010 ha collaborato come editorialista del quotidiano La Stampa, allora sotto la direzione di Giulio Anselmi. Nel 2008 ha collaborato con continuità con il settimanale di approfondimento Panorama.
Sempre nel 2008 apre il canale YouTube "KlausCondicio" sul quale pubblica interviste a personaggi di spicco dell'attualità e della politica. Nel 2012 ha supportato Marco Zambuto nella corsa alla rielezione alla carica di primo cittadino ad Agrigento. Nel 2012 Lucia Annunziata, Direttore della testata giornalistica online Huffington Post, lo vuole tra i suoi editorialisti; in questa veste intervista Francesco Cirillo, vice capo della Polizia di Stato. Dalla stagione televisiva 2006/2007 interviene come opinionista a Domenica in nella rubrica L'arena condotta da Massimo Giletti.
Klaus Davi è uno dei soci fondatori delle "Governiadi", iniziativa promossa dall'ex Ministro della Sanità Beatrice Lorenzin per formare i leader di domani. Conferenze, giochi di ruolo e dibattiti per unire i giovani del PdL e migliorarne la capacità di comunicazione e azione. Oltre a Davi, Beatrice Lorenzin ha scelto tutor dalla politica e dalla società civile, da destra e da sinistra, come i senatori Laura Allegrini, Anna Cinzia Bonfrisco, Ugo Sposetti, Luigi Laporta e Ada Spadoni Urbani, l'onorevole Sandro Gozi, i Ministri del governo Letta Angelino Alfano, Gaetano Quagliariello, Nunzia De Girolamo, l'europarlamentare e vicecoordinatore del PdL Lazio, Alfredo Pallone, il direttore generale dell'ISPRA, Stefano Laporta, e i comunicatori Paolo Bracalini, Ettore Colombo, Paolo Corsini.

### Consulente d'immagine
Klaus Davi ha curato diverse campagne pubblicitarie per alcuni famosi marchi come: le sigarette West, gli orologi Lorenz, le scarpe Stenfoot, i cosmetici M.A.C, i cocktail Martini, l'automobile Multipla della FIAT, gli arredamenti Natuzzi e il gruppo ANIE. Ha collaborato con diverse personalità del mondo dello spettacolo come Marilyn Manson e Laetitia Casta per la realizzazione di alcune campagne pubblicitarie. Attivo anche nella comunicazione politica ha curato l'immagine del politico Piero Fassino dal 2002 fino al 2006, ha seguito nel 2007 per l'UDC la comunicazione su Internet e ha seguito Rosario Crocetta fin dal primo mandato a sindaco di Gela

### Docenze
Klaus Davi è stato docente ai corsi per l'UPA presso l'Università Ca' Foscari a Venezia (1996) e con lo Iulm ha collaborato un semestre nel 2009 nella facoltà di laurea magistrale in Arti, Patrimoni e Mercati nel corso Usi e spazi culturali nelle città. Chiamato dall'onorevole Marcello De Angelis ha tenuto un corso per i quadri di Alleanza Nazionale, ma anche il Consiglio Superiore della Magistratura lo ha coinvolto in occasione di una lectio presso il tribunale di Milano dedicata alla giustizia.

### Ideatore e cofondatore del premio Ansa "Professione reporter"
L'agenzia di comunicazione di Klaus Davi ha ideato il premio giornalistico ANSA “Professione reporter”. Su incarico della prima agenzia di stampa Davi ha selezionato una giuria composta da Giulio Anselmi, Ferruccio de Bortoli, Ezio Mauro, Paolo Garimberti, Paolo Mieli, Roberto Napoletano, Mario Calabresi, Sarah Varetto, Mario Orfeo, Clemente Mimun.

### L'impegno per le comunità ebraiche
Nel 1994 ha promosso a favore della comunità ebraica di Casale Monferrato una raccolta fondi destinati al museo ebraico e la sinagoga. Ha svolto inoltre una ricerca sull'antisemitismo su commissione della stessa comunità che gli ha valso la Targa d'Oro del premio Mario Bellavista nella comunicazione pubblicitaria, categoria comunicazione sociale, cui sono seguiti altri come il Targa d'Argento nel 1995 per la campagna McCann Erickson-Martini. È stato consulente del Keren Hayesod. Sul quotidiano La Stampa Klaus Davi ha lanciato numerosi allarmi contro il ritorno dell'antisemitismo in Italia e Germania. Klaus Davi si è dichiarato pubblicamente e in più occasioni amico e sostenitore di Israele. Le sue posizioni gli hanno procurato l'attenzione del gruppo antisemita Stormfront. A Davi sono state inoltre rivolte alcune minacce tramite una lettera anonima mandata alla testata Il Messaggero Veneto.

### L'impegno contro la ‘Ndrangheta
Nel dicembre del 2014 Klaus Davi inizia per il suo format KlausCondicio un tour fra i centri condizionati dalle ‘ndrine da cui scaturiscono documentari su Fino Mornasco, Buccinasco e Trezzano. A gennaio 2015 Davi realizza una intervista ad Alessandro Tagliente, indicato dai verbali del ROS come braccio destro di Bartolomeo Iaconis, pubblicata dal quotidiano nazionale il Fatto Quotidiano.
Nel 2016 conduce per la rete tv regionale calabrese LaC il format di indagine giornalistica “gli Intoccabili” di cui è ideatore, autore e conduttore. Chiusa la collaborazione con la rete autonomamente prosegue la sua attività di indagine nella punta dello Stivale ottenendo consenso istituzionale, delle forze dell’ordine e civile.
Nei primi mesi del 2021, a seguito degli arresti dell'operazione dei carabinieri contro il clan Barreca, inizia un'inchiesta giornalista per far luce su chi davvero comanda da oltre 20 anni a Pellaro, Bocale e Lazzaro nel "Triangolo delle Bermude" (Copyright Klaus Davi).

### La prima via al mondo per un martire gay della mafia
Come ha riconosciuto in una lettera l’allora procuratore nazionale antimafia Federico Cafiero De Raho, si deve a Klaus Davi il riconoscimento di intitolazione della prima via al mondo ad una vittima di 'Ndrangheta a causa dell'omofobia. L'omicidio di Ferdinando Caristena, scaturito secondo le fonti da “un'onta - quella del rapporto omosessuale - da cancellare anche con il sangue, secondo il pentito Annunziato Raso”, è avvenuto a Gioia Tauro (RC), regno incontrastato del clan Piromalli, il 18 novembre del 1980. Via Ferdinando Caristena è stata inaugurata il 5 novembre 2017.

## Premi e riconoscimenti
- Nel 1991 ha svolto una ricerca sull'antisemitismo su commissione della comunità ebraica di Casale Monferrato (AL)[34] che gli ha valso la Targa d'Oro del premio Mario Bellavista nella comunicazione pubblicitaria, categoria comunicazione sociale, cui sono seguiti altri come il Targa d'Argento nel 1995 per la campagna McCann Erickson – Martini[35]. Diverse le partecipazioni ai premi dell'Associazione agenzie di relazioni pubbliche (Assorel) in numerose categorie, tra le quali la Comunicazione Ambientale / Sociale (Consorzio Nazionale Acciaio), BtoB (Lancia Phedra) e di prodotto (Peroncino).

- Per l’impegno sociale contro la ‘Ndrangheta e la criminalità organizzata, Klaus Davi e la sua agenzia si sono aggiudicati i seguenti premi nazionali e internazionali:

- PREMIO INTERNAZIONALE LIVATINO – SAETTA – COSTA[36] (2016): dedicato a magistrati, giornalisti e uomini e donne delle forze dell’ordine che si siano distinti per l’impegno nei rispettivi settori contro la criminalità organizzata.

- PREMIO PACCHERO D’ARGENTO[37] (2016): riconoscimento assegnato ogni anno in Calabria a coloro che si siano particolarmente impegnati, anche nell’ambito della propria attività professionale, nel contrasto all’illegalità ed alla criminalità organizzata.

- PREMIO PENISOLA SORRENTINA[38] (2016): prestigioso riconoscimento, diretto da Mario Esposito e organizzato con il patrocinio della Presidenza del Consiglio dei ministri e della regione Campania, che ogni anno viene assegnato a personalità del mondo della cultura, della comunicazione e del giornalismo per l’impegno profuso nel loro lavoro.

- PREMIO NAZIONALE UNIKAIROS[39] (2018): riconoscimento al giornalismo d'inchiesta e alla comunicazione assegnato dall'omonima organizzazione no profit a Cetraro (CS).

- FARFALLA DEI CARABINIERI “SIMBOLO DEL CORAGGIO”[40] (2018): una farfalla in ceramica, simbolo adottato in Calabria e sintesi dell'enunciato di Edward Norton Lorenz: “Può il battito d'ali di una farfalla scatenare un uragano a migliaia di chilometri di distanza? Noi crediamo di sì. Da più di 203 anni crediamo di sì!”. Consegnato a San Luca dal Generale Vincenzo Paticchio, comandante della Regione Calabria dei Carabinieri.

## Osservatorio immagine Italia
Klaus Davi ha creato nel 1996 l'osservatorio giornalistico dell'immagine dell'Italia nel mondo Nathan il Saggio. Si tratta di una estesa banca dati che comprende un archivio di oltre 800.000 articoli/citazioni, pubblicati su oltre 100 autorevoli testate estere, dedicati al Belpaese e catalogati in 30 voci di macro-argomento, tra cui arte, aziende, cinema, economia, enogastronomia, media, politica, società, turismo.

## Controversie
Nell'aprile 2010 è stato denunciato al collegio dei probiviri di Assorel (Associazione Italiana delle Agenzie di Relazioni Pubbliche a servizio completo) a seguito di un articolo in cui veniva evidenziato come alcune notizie di costume fornite dalla sua agenzia di comunicazione Metropolitan Post fossero inventate a scopo pubblicitario. Nel maggio 2010 l'agenzia Klaus Davi & Co. aveva dato recesso da Assorel e perciò l'indagine del Collegio dei Probiviri era decaduta.
Il 13 ottobre 2010 è stato oggetto di un servizio su Le Iene, in cui diversi VIP come Elisabetta Canalis e Naomi Campbell hanno smentito gli scoop "trash" forniti da Davi, in cui puntualmente venivano citati marchi ed aziende suoi clienti. Intervistato nel medesimo servizio, Davi ha negato si trattasse di notizie false. Il giorno dopo il presidente di MediaWatch Group, Carlo Vittorio Giovannelli, tramite un'email fa sapere agli associati cosa pensa del massmediologo definendolo uno dei tanti che fa della presa in giro la propria azione quotidiana.

## Filmografia
- Terra mia - non è un Paese per santi, regia di Ambrogio Crespi (2019), docufilm

## Parodie
Klaus Davi è stato oggetto di numerose imitazioni dai comici più conosciuti in Italia. Su Italia 1 il programma Mai dire Gol nel 2007 mise in onda per diverse puntate una imitazione ad opera di Fabio De Luigi del comunicatore. Anche il comico milanese Enrico Bertolino lo portò a teatro in una commedia intitolata Voti a perdere.

## Opere
- Amazzonia. Un olocausto della natura. Il testamento spirituale inedito di Chico Mendes, a cura di, Milano, Riza, 1989.
- Di' qualcosa di sinistra. Come vincere in politica senza parlar male del Cavaliere, Venezia, Marsilio, 2004. ISBN 88-317-8411-0
- I contaballe. Le menzogne per vincere in politica, Venezia, Marsilio, 2006. ISBN 88-317-8752-7
- Fallocrazia, Milano, Rizzoli, 2007. ISBN 978-88-17-01776-3
- Porca Italia. Cosa dicono (e pensano) di noi nel mondo, Garzanti, 2011. ISBN 978-88-11-60125-8.